# Likoma (district)
Likoma is een exclave en een district van Malawi bestaand uit twee eilandjes gelegen in het tot Mozambique behorende deel van het Malawimeer. De eilandjes maken deel uit van de noordelijke regio van Malawi. De namen van de eilandjes zijn Likoma en Chizumulu. De hoofdstad is Likoma. Het district heeft een oppervlakte van 18 km² en een inwoneraantal van 13.000.